# Battaglia di Opis
La battaglia di Opis, avvenuta tra il 25 e il 28 settembre 539 a.C., fu una grande battaglia che coinvolse l'esercito persiano di Ciro il Grande e quello dell'impero neo-babilonese sotto Nabonide durante l'invasione persiana della Mesopotamia, di cui Babilonia era rimasta l'ultima potenza ancora non sottomessa dai persiani. La battaglia si svolse nelle vicinanze della città fluviale di Òpis, a nord della capitale di Babilonia. La battaglia si concluse con una vittoria decisiva per i persiani, che, alcuni giorni dopo, presero pacificamente Sippar senza combattere, così come in seguito fecero per Babilonia, di cui Ciro fu proclamato Re (con tutte le conquiste territoriali che ne seguirono), terminando così l'indipendenza di Babilonia e incorporandone l'impero nel futuro impero achemenide.

## Località
Il sito della battaglia fu la città di Òpis sul fiume Tigri, situato a circa 50 miglia (80 km) a nord dell'attuale Baghdad. Si pensa che la città fosse un punto preferito per attraversare il Tigre, tanto che Senofonte vi ha addirittura disegnato un ponte. Probabilmente, il tempismo dell'invasione, sarebbe stato determinato dal fatto che i fiumi mesopotamici fossero ai loro livelli più bassi, e quindi nella loro migliore opportunità di attraversamento, nel primo autunno.
Opis fu anche luogo di importanza strategica; oltre al già citato attraversamento fluviale, si trovava a uno degli estremi del Muro Medio, una barriera difensiva fortificata a nord di Babilonia costruita decenni prima da Nabucodonosor II. Il controllo di Opis avrebbe dato Ciro la possibilità di superare il Muro Medio e aprirsi la strada per la capitale.

## Antefatti

Il Vicino Oriente antico prima dell'invasione di Ciro II

Ai tempi della battaglia di Opis, la Persia era la potenza in capo nel Vicino Oriente, e il suo potere era cresciuto vertiginosamente sotto Ciro II, il suo sovrano, che aveva conquistato a sua volta un altro enorme regno, quello dei Medi, che copriva un'area corrispondente del tutto o in parte alle moderne Turchia, Armenia, Azerbaigian, Iran, Kirghizistan e Afghanistan. L'unica potenza significante rimasta indipendente nel Vicino Oriente era l'impero neo-babilonese, che controllava la Mesopotamia e i regni soggetti di Siria, Giudea, Fenicia e parti dell'Arabia. Babilonia era stata in precedente alleata di Creso, re di Lidia, il cui regno fu conquistato dai persiani pochi anni prima che toccasse a Babilonia.
Sempre ai tempi della battaglia, Babilonia era in una posizione geopolitica poco promettente: l'impero persiano lo confinava a nord, ad est e ad ovest, mentre Babilonia soffriva di non pochi problemi economici, peggiorati da peste e carestie. Si dice anche che il re Nabonido fosse impopolare tra i suoi soggetti per le sue politiche religiose non convenzionali. Secondo Mary Joan Winn Leith, "Il successo di Ciro è accreditato all'acume militare, alla convinzione con giudizio, e a una campagna pubblicitaria energetica diffusa in tutta Babilonia, che lo raffigurava come un signore religiosamente tollerante". D'altra parte, stando a Max Mallowan: "La tolleranza religiosa era una caratteristica notevole nel dominio persiano, e non vi è alcun dubbio che Ciro stesso fosse un promotore di mente liberale di questa politica umana e intelligente", cosa che rese una campagna pubblicitaria un mezzo efficace nel permettere alla sua reputazione nel procedere con la sua campagna. Si dice che Ciro avesse persuaso un governatore provinciale babilonese, di nome Gobria (e forse anche Gadate) per passare dalla sua parte. La Gutea, territorio governato da Gobria, era una regione di frontiera di una grandezza considerevole e d'importanza strategica, quindi Ciro l'avrebbe forse usata come punto di partenza per la sua invasione.
Le Cronache di Nabonido riferiscono che, prima della battaglia, Nabonido avesse ordinato che delle statue di culto da città babilonese oltreconfine venissero portate nella capitale, suggerendo che il conflitto fosse iniziato nell'inverno del 540 a.C. In una sezione frammentaria della cronaca, che sembra coprire il 540/39 a.C., sembra esservi un riferimento a una battaglia, una menzione di Ishtar e Uruk, e un possibile riferimento alla Persia. La battaglia di Opis fu quindi forse l'ultima tappa di una ricorrente serie di scontri tra i due imperi.

## La battaglia

Strada dell'invasione persiana di Babilonia, tra settembre e ottobre 539 a.C.

Sempre stando alle Cronache di Nabonido, la battaglia sarebbe avvenuta nel mese di Tashritu (tra il 27 settembre e il 27 ottobre) "a Opis su [le rive del] Tigri". Si sa molto poco sugli eventi della battaglia, in quanto la cronaca non dona alcuni dettagli del corso della battaglia, della disposizione di forze babilonesi o persiane o persino delle perdite inflitte e subite. L'esercito persiano sotto Ciro combatté "l'esercito di Akkad" (intendendo i Babilonesi in generale, non la città di quel nome). L'identità del comandante babilonese non è registrato nella cronaca, ma tradizionalmente si ritiene essere Belshazzar, figlio di Nabonidu; non si sa che fine fece Belshazzar, che forse potrebbe essere caduto in battaglia.
L'esito della battaglia fu una vittoria netta persiana, forse anche una ritirata per i babilonesi, in quanto l'armata sconfitta babilonese non è menzionata ancora nella cronaca. Dopo la battaglia, i persiani "fecero sacco" dai babilonesi sconfitti. Parte delle traduzioni della cronaca riferiscono anche a un "massacro" del "popolo di Akkad", anche se dei traduttori non sono d'accordo di quale schieramento fosse responsabile e chi fu la vittima, se la popolazione di Opis o l'esercito babilonese in rotta.
Pierre Briant commenta: "A questa vittoria seguì un immenso saccheggio e il massacro di quelli che provarono a resistere." Andrew Robert Burn commenta: "Difatti, in una lettura del testo, Akkad fece una piena rivolta, e l'ultimo conseguimento militare di Nabonido fu il massacro dei ribelli." Maria Brosius interpreta il massacro come un atto punitivo, "facendo un esempio ad una città che provava a resistere all'esercito persiano". Cuyler Young commenta riguardo alla Cronaca di Nabonedo: "Questa nota nella Cronaca suggerisce che i persiani presero intatto l'accampamento principale dell'esercito di Nabonido e che, come accade spesso, il vero massacro venne dopo che i babilonesi caddero nel panico e si ritirarono dal campo." Amélie Kuhrt commenta che le note al massacro e al saccheggio suggeriscono che la battaglia fosse "probabilmente una vittoria conquistata a fatica". W. G. Lambert ne dà una visione contrariata secondo cui non vi fu alcun massacro.
La battaglia non è menzionata nell'iscrizione del Cilindro di Ciro, che lo ritrae come liberatore pacifico di Babilonia, con il consenso del suo popolo. Tuttavia, la battaglia dimostra che il regime babilonese ancora esistente resistette attivamente all'invasione di Ciro in Mesopotamia.

## Conseguenze
La sconfitta babilonese ad Opis sembrerebbe aver terminato ogni seria resistenza all'invasione persiana. La Cronaca di Nabonido dichiara che, dopo la battaglia, "il quattordicesimo giorno [6 ottobre] Sippar fu presa senza resistere. Nabonido fuggì." Questo implicherebbe che Nabonido fosse presente a Sippar all'arrivo dei persiani. Ciro rimase a Sippar, e "il sedicesimo giorno [12 ottobre] Ug/Gubaru, governatore dei Gutei, e l'esercito di Ciro entrarono a Babilonia senza una lotta." Nabonido in persona fu catturato poco dopo il suo ritorno a Babilonia. Non si sa che fine fece, ma secondo lo storico babilonese del III secolo a.C. Berosso, Nabonido risparmiato e mandato in esilio a Carmania, dove morì qualche anno dopo. I persiani presero il controllo della città, anche se la Cronaca di Nabonido spiega ben poco di come lo fecero; fa però notare che l'esercito proteggesse i templi più importanti della città, e dichiara che "interruzioni di (riti/culti) ne[l tempio] Esagila o gli [altri] templi non ci furono, e nessuna data mancò." 17 giorni dopo, il 29 ottobre, Ciro in persona entrò a Babilonia, dove fu incoronato re, espose dei proclami reali e assunse dei governatori nel suo nuovo reame conquistato.
I registri della Grecia Antica sulla campagna di Ciro e sulla caduta di Babilonia divergono dai registri in cuneiformi conservati nella Cronaca di Nabonido e nel Cilindro di Ciro, suggerendo che i greci disegnavano (o forse si inventavano) delle tradizioni diverse sulla conquista di Babilonia. Le due fonti grece sulla campagna, Erodoto e Senofonte, presentano versioni simili tra di loro degli eventi. Stando a Erodoto, Ciro marciò su Babilonia sul sito del fiume Diyala (dopo Opis, anche se la battaglia non fu menzionata), dove i persiani combatterono contro i babilonesi vicino alla capitale, per poi mettere Babilonia sotto assedio; Ciro avrebbe ordinato alle truppe di scavare un canale per prosciugare parte dell'Eufrate in modo che le sue truppe potessero superare i punti deboli delle sue difese. Senofonte presenta una versione simile ma più elaborata: secondo lui, Ciro scavò un'enorme trincea intorno alla città per divergere l'Eufrate, in modo da renderne il letto del fiume passabile per il suo esercito. Erodoto, Senofonte e il Libro di Daniele nella Bibbia asseriscono tutti che i babilonesi furono tutti presi di sorpresa mentre celebravano una festa.
Berosso presenta una nuova versione, che asserisce che Ciro sconfisse Nabonido, che "fuggì con certi altri e si richiuse a Borsippa. Ciro, intanto, occupò Babilonia e ordinò di distruggere le mura esterne della città, perché la città sembrava per lui formidabile e difficile da prendere. In seguito Ciro marciò su Borsippa, per organizzare l'assedio contro Nabonido. Ma egli non poté attendere la fine dell'assedio, e si arrese."
Questi registri, scritti molto tempo dopo la conquista persiana, contraddicono molti aspetti delle prove contemporanee cuneiformi, che non menzionano alcun assedio, opera ingegneristica o battaglia vicino a Babilonia. Le descrizioni in cuneiforme di una resa pacifica di Babilonia sono corroborate dalle prove archeologiche dalla città, perché non vi alcuna prova di conflagrazione o distruzione nelle parti corrispondenti alla caduta della città per mano dei persiani. Gli studenti si accordano in genere che il registro di Erodoto sia un'invenzione, mentre Kuhrt commenta che il registro di Xenofonte nella sua Cyropedia è "virtualmente impossibile da usare [...] come fonte puramente storica" data la sua forma letteraria, come trattato morale su Ciro nella forma della sua novella storica. Paul-Alain Beaulieu suggerisce che "i racconti greci costituissero forse un insieme di varie leggende e racconti associati alla caduta di Babilonia." David George Hogarth e Samuel Rolles Driver commentano su quello che considerano l'inaffidabilità di Erodoto:
Secondo le Iscrizioni di Bisotun, Babilonia si ribellò per ben due volte contro Dario, e fu ripresa nella seconda occasione dal suo generale Gobria. Erodoto menziona solo la prima rivolta di Babilonia, nella quale Zopiro prese anche lui la città per Dario, omettendo invece la seconda rivolta.